# Liste der Kulturdenkmäler in Harmerz
Die folgende Liste enthält die in der Denkmaltopographie ausgewiesenen Kulturdenkmäler auf dem Gebiet des Ortsteils Harmerz der  Stadt Fulda, Landkreis Fulda, Hessen.
Hinweis: Die Reihenfolge der Denkmäler in dieser Liste orientiert sich an der Anschrift, alternativ ist sie auch nach der Bezeichnung oder der Bauzeit sortierbar.
Kulturdenkmäler werden fortlaufend im Denkmalverzeichnis des Landes Hessen durch das Landesamt für Denkmalpflege Hessen auf Basis des Hessischen Denkmalschutzgesetzes (HDSchG) geführt. Die Schutzwürdigkeit eines Kulturdenkmals hängt nicht von der Eintragung in das Denkmalverzeichnis des Landes Hessen oder der Veröffentlichung in der Denkmaltopographie ab.

## Harmerz
| Bild             | Bezeichnung       | Lage                                                                 | Beschreibung | Bauzeit                   | Objekt-Nr. |
| ---------------- | ----------------- | -------------------------------------------------------------------- | ------------ | ------------------------- | ---------- |
| Bild gesucht BW  | Kruzifix          | Am Sauerberg LageFlur: 4, Flurstück: 57/2                            |              | 1946                      |            |
| Bild gesucht BW  | Bildstock         | Ausspannweg 4a LageFlur: 3, Flurstück: 16/8                          |              | Mitte 19. Jahrhundert     |            |
| Bild gesucht BW  | Sandsteinmauer    | Fischerberg, Ulanenstraße LageFlur: 2, Flurstück: 60/2, 61           |              |                           |            |
| Maria Immaculata | Maria Immaculata  | Harmerzer Straße LageFlur: 1, Flurstück: 39                          |              | 1729                      |            |
| Bild gesucht BW  | Backhaus          | Harmerzer Straße LageFlur: 2, Flurstück: 92/3, 93/5                  |              |                           |            |
| Bild gesucht BW  | Fachwerkwohnhaus  | Harmerzer Straße 22/Nonnenröder Straße 1 LageFlur: 3, Flurstück: 1/1 |              | 18. Jahrhundert           |            |
| Bild gesucht BW  | Bildstock         | Harmerzer Straße/Ulanenstraße LageFlur: 2, Flurstück: 55/1           |              | 1886                      |            |
| Bild gesucht BW  | Gefallenendenkmal | Harmerzer Straße/Ulanenstraße LageFlur: 1, Flurstück: 92/66          |              | 1937                      |            |
| Bild gesucht BW  | Bildstock         | Nonnenröder Straße LageFlur: 5, Flurstück: 154/3                     |              | 1752                      |            |
| Bild gesucht BW  | Wegekreuz         | Nonnenröder Straße LageFlur: 7, Flurstück: 107/30                    |              | 1884                      |            |
| Bild gesucht BW  | Vorwerk Nonnenrod | Nonnenröder Straße 43 LageFlur: 7, Flurstück: 31/1, 33               |              | 1. Hälfte 17. Jahrhundert |            |